# Lãnh địa Overijssel
Lãnh địa Overijssel hay Overissel (tiếng La Tinh: Transisalania, tiếng Hà Lan: Heerlijkheid Overijssel, tiếng Anh: Lordship of Overijssel) là một lãnh địa được lập ra bởi Nhà Habsburg vào năm 1528, từ một phần lãnh thổ của Giáo phận vương quyền Utrecht trước đây. Đến thời Cộng hòa Hà Lan, nó trở thành 1 trong 7 tỉnh cấu thành nên nhà nước cộng hoà thịnh vượng trong 200 năm. Tên gọi Overijssel được đặt theo vị trí lãnh thổ của chính nó dọc theo sông Issel.

## Thành lập

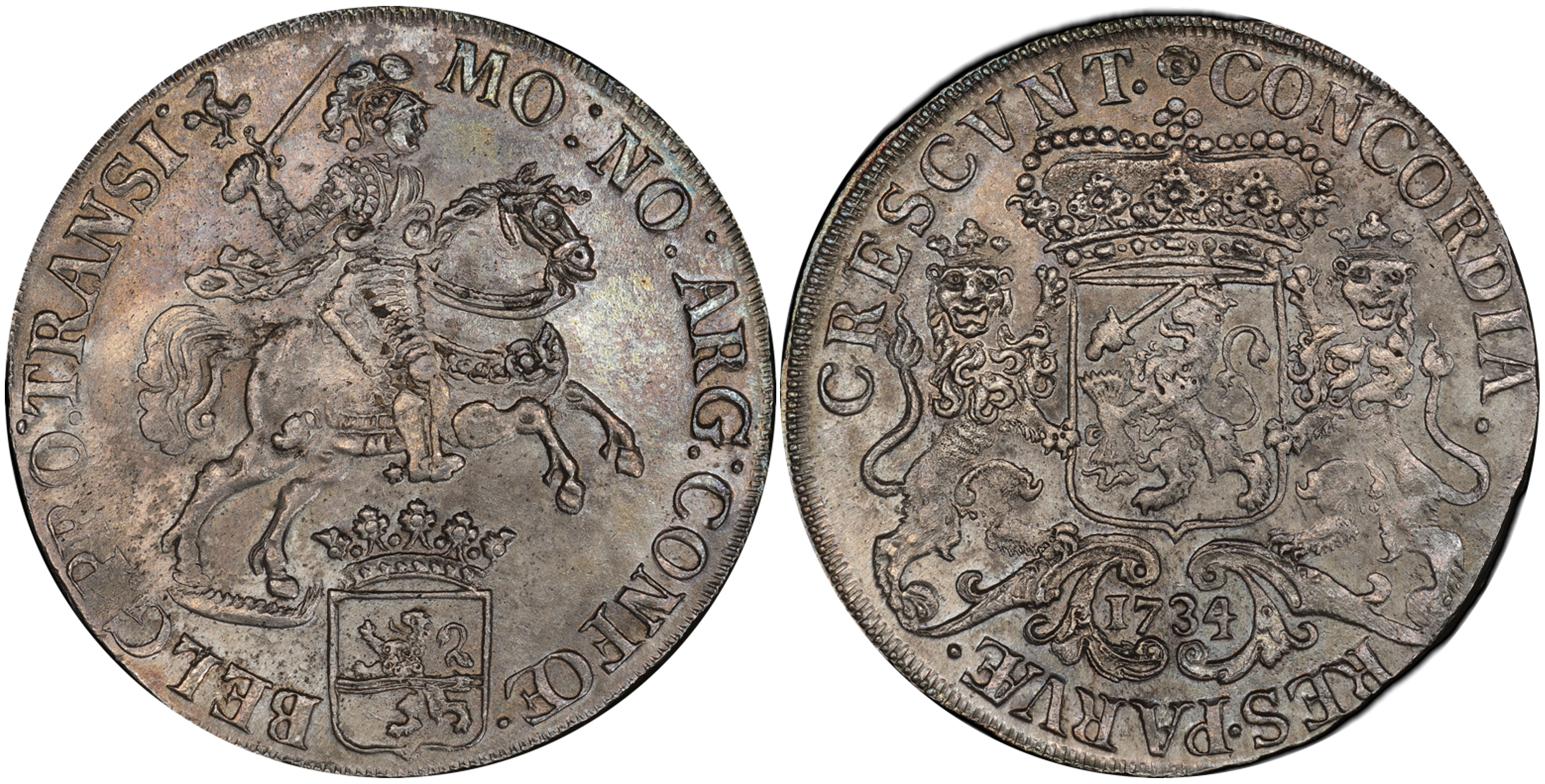
Xu bạc: 1 ducaton Cộng hòa Hà Lan được đúc tại Lãnh địa Overijssel, 1734

Lãnh địa được hình thành vào năm 1528 khi Charles V của Habsburg chinh phục Oversticht (gần như bao trùm Tỉnh Overijssel và Tỉnh Drenthe ngày nay), trong Chiến tranh Guelders. Trước năm 1528, khu vực này là một phần của Giáo phận Vương quyền Utrecht. Năm 1528, theo yêu cầu của Henry của Palatinate, Giám mục Vương quyền của Utrecht, lực lượng Habsburg dưới sự chỉ huy của Georg Schenck van Toutenburg đã giải phóng giáo phận, nơi bị Công quốc Guelders chiếm đóng từ năm 1521–1522. Ngày 20/10/1528, Giám mục Henry trao lại quyền lực cho Charles V của Habsburg. Giáo phận Vương quyền Utrecht kết thúc tồn tại và được chia thành Lãnh địa Utrecht và Lãnh địa Overijssel, cả hai đều được cai trị bởi Stadtholder của Nhà Habsburg. Tuy nhiên, cái tên Overijssel đã có từ trước đó rất lâu; Oversticht được biết đến từ năm 1233 với tên Latinh là Transysla hoặc Transisalania, nghĩa đen: Over-IJssel, tức là phía bên kia của sông IJssel.

## Vùng đế chế Burgundi
Giữa năm 1528 và 1584, Stadtholder của Overijssel giống với Stadtholder của Lãnh địa Frisia. Lãnh địa trở thành một phần của Vùng đế chế Burgundi (Burgundian Circle) bởi Sự trừng phạt năm 1549 do Karl V của Thánh chế La Mã ban hành, tổ chức lại 17 tỉnh của Hà Lan, Bỉ và Luxembourg ngày nay thành một lãnh thổ không thể chia cắt.

## Thuộc địa Tây Ban Nha
Trong Chiến tranh Tám mươi năm, Overijssel bị chia cắt từ năm 1580–1597 thành hai phần, một phần do Tây Ban Nha kiểm soát ở phía Đông (thủ đô: Oldenzaal) và phần còn lại do cộng hòa kiểm soát ở phía Tây. Cả hai đều có stadtholder riêng. Đến năm 1597, Vương quyền được thống nhất bằng các cuộc chinh phục của Maurice, Thân vương của Orange. Oldenzaal được người Tây Ban Nha tái chiếm vào năm 1605, nhưng bị mất vào năm 1626.

## Hậu Cộng hoà Hà Lan
Nhà nước Cộng hoà Hà Lan thịnh vượng trong 200 năm bị tan ra vào năm 1795, thay vào đó là Cộng hòa Batavia được thành lập, Lãnh địa Overijssel đã bị bãi bỏ. Sau khi Chiến tranh Napoléon kết thúc, Overijssel được tái thành lập như một trong những tỉnh của Vương quốc Liên hiệp Hà Lan.